# マルチェル・チョラク
イオン＝マルチェル・チョラク（ルーマニア語: Ion-Marcel Ciolacu、1967年11月28日 - ）は、ルーマニアの政治家で、社会民主党（PSD）代表。第97代ルーマニア首相を務めた。2019年と2021年に2度、代議院議長に選出された。政界へ進出するまでは国内で知名度が低かった。しかし、2016年に副首相へ就任したことで全国的に著名な政治家へ上り詰めた。

## 経歴
ブザウ県ブザウで生まれ育った。父はルーマニア空軍司令官であった。学生時代の1989年に起きたルーマニア革命に参加し、3年後に救国戦線評議会のメンバーに加わった。1995年にチョラクはブカレスト生態大学で法学の学位を取得し、卒業。2012年に国立行政大学で公共部門管理の修士課程を修了している。チョラクは1996年から2012年まで、ブサウ市長だったコンスタンティン・ボシュコダラの秘書として働いた。ボシュコダラはその後、2002年から2008年にかけて、株主だったサッカーチームやその他の民間企業に資金流用をとして、職権乱用の罪で2015年に有罪判決を受けた。
2012年に代議院議員に当選したことで、政界進出を果たした。2016年にはミハイ・トゥドセ内閣の副首相に任命される。トゥドセの前任者であったソリン・グリンデアヌ内閣は社会民主党の党首として、同国の最高権力者であったリビウ・ドラグネアの傀儡政権と化していた。しかし、チョラクはドラグネアとは距離を置き、トゥドセ首相に忠誠を誓うようになる。トゥドセがドラグネアの影響力に逆らえないとして、首相辞任と同時に内閣総辞職を行った。
代議院ではドラグネアの反体制派として活躍し、2019年に職権濫用の罪で逮捕されたドラグネアが務めていた代議院議長選挙が行われる。チョラクは代議院議長選挙に出馬し、賛成172票、反対120票で代議院議長に選出される。代議院議長として、ヴィオリカ・ダンチラ内閣の後ろ盾として支えた。しかし、ヴィオリカ・ダンチラ内閣の汚職疑惑の発覚、財政政策の失敗などで内閣総辞職となった。2019年11月25日、チョラクはタンチラの自宅を訪れ、社会民主党での指導力が疑問視されていたタンチラに対し、党首の辞任を迫った。ダンチラは党首の辞任表明を行い、チョラクが後任となった。2020年8月22日に開催された党首選挙で、1310対91の圧倒的な差でオイゲン・テドロヴィチを破り、チョラクが社会民主党党首へ正式に選出される。
2022年9月28日に代議院議長として、故安倍晋三国葬儀への参列目的で来日。当時の衆議院議長であった細田博之と2022年ロシアのウクライナ侵攻及び両国の関係強化についての会談を行った。
2023年6月15日にはチウカ内閣総辞職に伴い、首相へ就任。2024年11月24日の大統領選挙には現職首相として立候補したが、北大西洋条約機構(NATO)懐疑派のカリン・ジョルジェスク（得票率22.9％）や中道右派のエレナ・ラスコニ（同19.2％）に及ばず3位にとどまり、決選投票にも進めず落選した。しかしこの選挙はロシアの介入があったのではないかという指摘が絶えず、憲法裁判所は12月2日にいったん選挙結果を有効と認めたものの、12月6日になって一転して介入があったとして選挙結果を取り消し、投票をやり直すよう命じた。一方、12月1日執行の議会総選挙では上下両院ともに社会民主党が第1党となり、議会で過半数を占める親欧州派3政党（社会民主党、国民自由党、ハンガリー人民主同盟）が連立政権の樹立で合意したことを受け、12月23日にクラウス・ヨハニス大統領がチョラクに新内閣の組閣を要請した。
2025年4月4日にやり直しの大統領選挙第1回投票が実施されたが、極右政党ルーマニア人統一同盟のジョルジェ・シミオン党首（得票率約41%）、首都ブカレストのニクショル・ダン市長（得票率約21%）が決選投票に進み、連立与党3党の統一候補クリン・アントネスク元上院議長は3位で落選した。翌5日、チョラクは選挙結果を受け首相を辞任した。また、「4日の投票結果を見れば、連立与党にもはや正当性はない」と述べ、社会民主党が連立から離脱する方針も明らかにした。